# 弗尔斯
弗尔斯是奥地利蒂罗尔州因斯布鲁克兰县的一个市镇。总面积5.62平方公里，总人口6537人，人口密度1163.2人/平方公里（2011年）。